# Latinluk
Latinluk je bila katolička četvrt u Sarajevu, "latinska mahala". Bili su to mahom hrvatski kolonisti iz Dubrovnika, trgovci i majstori te ini katolici.
Pridjev "latinski" bio je aluzija na sljedbenike Rimokatoličke crkve, tj. vjernicima rimskog odnosno latinskog obreda. Prostirao se na između Latinske ćuprije i mosta Ćumurije, na desnoj strani obale Miljacke. Nazvan je tako jer je u osmanskim vremenima po vjeroispovijedi znatno odudarao od ostalih gradskih četvrti. Postojao je sve do 18. stoljeća. Još 1652. godine dvjesta obitelji stanovalo je u Latinluku. Neuspjela oslobodilačka vojna Eugena Savojskog 1697. značila je kraj za katoličku četvrt. Savojski je uspješnim pohodom kroz Bosnu došao pred Sarajevo i pismom zatražio od gradskih vlasti predaju pod uvjetima povoljnim za stanovnike i grad, ali u slučaju odbijanja nemilosrdnim napadom. Na pismo mu nisu odgovorili, a trubač i barjaktar napadnuti su i opljačkani. Princ Eugen zapovjeda napad na grad. Tijekom napada, grad je opljačkan i zapaljen. Zbog nadolazeće zime, austrijska vojska vratila se u Osijek i s njom je Bosnu napustilo oko 40.000 katolika u opravdanom strahu od osmanske odmazde. Sarajevu je razorena latinska četvrt, katoličko stanovništvo raseljeno. Ni crkva Blažene Djevice Marije nije pošteđena. Franjevci su se morali povući iz crkve i nastaniti u domovima katoličkih obitelji. Mjesto gdje je bila crkva ostalo je do danas u kolektivnom sjećanju kao crkvište. Latinluk se obnovio. Sredinom 18. stoljeća u vrelima su opet zabilježeni sarajevski katolici iz Dubrovnika i dr. krajeva.